# Demokracie je svoboda – La Margherita
Demokracie je svoboda – La Margherita (italsky Democrazia è Libertà – La Margherita, zkratka DL), obvykle známá jen jako La Margherita (italsky kopretina), byla italská centristická politická strana v letech 2002 až 2007. Zahrnovala v sobě zejména levicověji orientované bývalé křesťanské demokraty a představovala středový proud v rámci koalice Olivovník.

## Historie
La Margherita vznikla původně jako koalice středových stran pro parlamentní volby 2001. Jednalo se o Italskou lidovou stranu, právního nástupce Křesťanské demokracie, Demokraty, Unii demokratů pro Evropu a Italskou obrodu. Tyto strany byly součástí středolevicové koalice Olivovník, představující hlavní opozici vůči vládě Silvia Berlusconiho. Ve volbách La Margherita získala bezmála patnáct procent, pouze o dvě procenta méně oproti vůdčí formaci Olivovníku, postkomunistickým Levicovým demokratům. V Poslanecké sněmovně obsadila 83 mandátů.
V březnu 2002 se koalice La Margherita přeměnila na politickou stranu, když se sloučily všechny její členské strany kromě Unie demokratů pro Evropu. Předsedou strany byl na kongresu v Parmě zvolen Francesco Rutelli, neúspěšný premiérský kandidát Olivovníku z roku 2001.
Ve volbách 2006 si strana polepšila na 90 poslanců. Následujícího roku se sloučila s Levicovými demokraty a menšími uskupeními do nově vzniklé Demokratické strany.

## Ideologie
La Margherita byla dominantně centristickou proevropskou formací. Dědictvím po Křesťanské demokracii byla silná podpora mezi katolíky, zvláště progresivními. Spojovala v sobě sociální konzervativce i progresivisty, ekonomické liberály i sociální demokraty. V Evropském parlamentu byla členkou skupiny Aliance liberálů a demokratů pro Evropu.

## Volební výsledky

### Poslanecká sněmovna
| Volby | Hlasy              | Hlasy              | Mandáty | Mandáty | Pozice | Postavení |
| Volby | Abs.               | %                  | Abs.    | ±       | Pozice | Postavení |
| ----- | ------------------ | ------------------ | ------- | ------- | ------ | --------- |
| 2001  | 5 391 827          | 14.5               | 83/630  | ▼12     | ▲3.    | Opozice   |
| 2006  | Součást Olivovníku | Součást Olivovníku | 90/630  | ▲7      | ▬3.    | Vláda     |

### Senát
| Volby | Hlasy              | Hlasy              | Mandáty | Mandáty | Pozice |
| Volby | Abs.               | %                  | Abs.    | ±       | Pozice |
| ----- | ------------------ | ------------------ | ------- | ------- | ------ |
| 2001  | Součást Olivovníku | Součást Olivovníku | 43/315  | ▼5      | ▲4.    |
| 2006  | 3 664 903          | 10.7               | 43/315  | ▬0      | ▲3.    |

### Evropský parlament
| Volby | Hlasy              | Hlasy              | Mandáty | Mandáty | Pozice |
| Volby | Abs.               | %                  | Abs.    | ±       | Pozice |
| ----- | ------------------ | ------------------ | ------- | ------- | ------ |
| 2004  | Součást Olivovníku | Součást Olivovníku | 7/72    | ▼4      | ▼4.    |